# 2017-es fedett pályás atlétikai Európa-bajnokság
A 2017-es fedett pályás atlétikai Európa-bajnokságot a belgrádi Kombank Arénában, Szerbiában rendezték március 3. és március 5. között. Ez volt a 34. fedett pályás atlétikai Eb. A férfiaknál és a nőknél is 13–13 versenyszámot rendeztek.

## A magyar sportolók eredményei
Magyarország az Európa-bajnokságon 15 sportolóval képviseltette magát.
Érmesek
| Érem  | Versenyző                | Versenyszám   | Dátum      |
| ----- | ------------------------ | ------------- | ---------- |
| Arany | Márton Anita             | Női súlylökés | március 3. |
| Bronz | Zsivoczky-Farkas Györgyi | Ötpróba       | március 3. |

## Éremtáblázat
(A táblázatban Magyarország és a rendező nemzet eltérő háttérszínnel kiemelve.)
| Helyezés | Nemzet           | Arany | Ezüst | Bronz | Összesen |
| 1.       | Lengyelország    | 7     | 1     | 4     | 12       |
| 2.       | Nagy-Britannia   | 5     | 4     | 1     | 10       |
| 3.       | Németország      | 2     | 2     | 5     | 9        |
| 4.       | Franciaország    | 2     | 1     | 0     | 3        |
| 5.       | Csehország       | 1     | 2     | 4     | 7        |
| 6.       | Spanyolország    | 1     | 2     | 1     | 4        |
| 7.       | Görögország      | 1     | 1     | 1     | 3        |
| 8.       | Belgium          | 1     | 1     | 0     | 2        |
| 8.       | Portugália       | 1     | 1     | 0     | 2        |
| 10.      | Magyarország     | 1     | 0     | 1     | 2        |
| 11.      | Albánia          | 1     | 0     | 0     | 1        |
| 11.      | Litvánia         | 1     | 0     | 0     | 1        |
| 11.      | Svájc            | 1     | 0     | 0     | 1        |
| 11.      | Szerbia          | 1     | 0     | 0     | 1        |
| 15.      | Svédország       | 0     | 2     | 2     | 4        |
| 16.      | Ukrajna          | 0     | 1     | 4     | 5        |
| 17.      | Fehéroroszország | 0     | 1     | 2     | 3        |
| 18.      | Ausztria         | 0     | 1     | 0     | 1        |
| 18.      | Bulgária         | 0     | 1     | 0     | 1        |
| 18.      | Dánia            | 0     | 1     | 0     | 1        |
| 18.      | Norvégia         | 0     | 1     | 0     | 1        |
| 18.      | Olaszország      | 0     | 1     | 0     | 1        |
| 18.      | Szlovákia        | 0     | 1     | 0     | 1        |
| 18.      | Törökország      | 0     | 1     | 0     | 1        |
| 25.      | Hollandia        | 0     | 0     | 1     | 1        |
| 25.      | Izland           | 0     | 0     | 1     | 1        |
| Összesen | Összesen         | 26    | 26    | 27    | 79       |

## Érmesek
- WR – világrekord
- CR – Európa-bajnoki rekord
- AR – kontinens rekord
- NR – országos rekord
- PB – egyéni rekord
- WL – az adott évben aktuálisan a világ legjobb eredménye
- SB – az adott évben aktuálisan az egyéni legjobb eredmény

### Férfi
| Versenyszám | Arany                                                                                    | Arany    | Ezüst                                                                      | Ezüst   | Bronz                                                             | Bronz    |
| ----------- | ---------------------------------------------------------------------------------------- | -------- | -------------------------------------------------------------------------- | ------- | ----------------------------------------------------------------- | -------- |
| 60 m        | Richard Kilty · Nagy-Britannia                                                           | 6,54 EL  | Ján Volko · Szlovákia                                                      | 6,58 NR | Austin Hamilton · Svédország                                      | 6,63     |
| 400 m       | Pavel Maslák · Csehország                                                                | 45,77 EL | Rafał Omelko · Lengyelország                                               | 46,08   | Liemarvin Bonevacia · Hollandia                                   | 46,26 NR |
| 800 m       | Adam Kszczot · Lengyelország                                                             | 1:48,87  | Andreas Bube · Dánia                                                       | 1:49,32 | Álvaro De Arriba · Spanyolország                                  | 1:49,68  |
| 1500 m      | Marcin Lewandowski · Lengyelország                                                       | 3:44,82  | Kalle Berglund · Svédország                                                | 3:45,56 | Filip Sasinek · Csehország                                        | 3:45,89  |
| 3000 m      | Adel Mechaal · Spanyolország                                                             | 8:00,60  | Henrik Ingebrigtsen · Norvégia                                             | 8:00,93 | Richard Ringer · Németország                                      | 8:01,01  |
| 60 m gát    | Andrew Pozzi · Nagy-Britannia                                                            | 7,51     | Pascal Martinot-Lagarde · Franciaország                                    | 7,52    | Petr Svoboda · Csehország                                         | 7,53 SB  |
| 4 × 400 m   | Lengyelország · Kacper Kozłowski · Łukasz Krawczuk · Przemysław Waściński · Rafał Omelko | 3:06,99  | Belgium · Robin Vanderbemden · Julien Watrin · Kévin Borlée · Dylan Borlée | 3:07,80 | Csehország · Patrik Šorm · Jan Tesař · Jan Kubista · Pavel Maslák | 3:08,60  |

| Versenyszám | Arany                              | Arany       | Ezüst                                   | Ezüst    | Bronz                                   | Bronz  |
| ----------- | ---------------------------------- | ----------- | --------------------------------------- | -------- | --------------------------------------- | ------ |
| Magasugrás  | Sylwester Bednarek · Lengyelország | 232         | Robbie Grabarz · Nagy-Britannia         | 230 SB   | Pavel Szelivjorsztav · Fehéroroszország | 227    |
| Rúdugrás    | Piotr Lisek · Lengyelország        | 585         | Konsztandínosz Filipídisz · Görögország | 585 NR   | Paweł Wojciechowski · Lengyelország     | 585 SB |
| Távolugrás  | Izmir Smajlaj · Albánia            | 808 NR      | Michel Tornéus · Svédország             | 808 SB   | Szerhij Nyikiforov · Ukrajna            | 807    |
| Hármasugrás | Nelson Évora · Portugália          | 17,20 SB    | Fabrizio Donato · Olaszország           | 17,13    | Max Hess · Németország                  | 17,12  |
| Súlylökés   | Konrad Bukowiecki · Lengyelország  | 21,97 WL PB | Tomáš Staněk · Csehország               | 21,43 PB | David Storl · Németország               | 21,30  |

| Versenyszám | Arany                       | Arany   | Ezüst                       | Ezüst | Bronz                                | Bronz |
| ----------- | --------------------------- | ------- | --------------------------- | ----- | ------------------------------------ | ----- |
| Hétpróba    | Kevin Mayer · Franciaország | 6479 ER | Jorge Ureña · Spanyolország | 6227  | Adam Sebastian Helcelet · Csehország | 6110  |

### Női
| Versenyszám | Arany                                                                                     | Arany      | Ezüst                                                                       | Ezüst      | Bronz                                                                         | Bronz   |
| ----------- | ----------------------------------------------------------------------------------------- | ---------- | --------------------------------------------------------------------------- | ---------- | ----------------------------------------------------------------------------- | ------- |
| 60 m        | Asha Philip · Nagy-Britannia                                                              | 7,06 EL    | Oleszja Povh · Ukrajna                                                      | 7,10 PB    | Ewa Swoboda · Lengyelország                                                   | 7,10 SB |
| 400 m       | Floria Gueï · Franciaország                                                               | 51,90 PB   | Zuzana Hejnová · Csehország                                                 | 52,42      | Justyna Święty · Lengyelország                                                | 52,52   |
| 800 m       | Selina Büchel · Svájc                                                                     | 2:00,38 NR | Shelayna Oskan-Clarke · Nagy-Britannia                                      | 2:00,39 PB | Aníta Hinriksdóttir · Izland                                                  | 2:01,25 |
| 1500 m      | Laura Muir · Nagy-Britannia                                                               | 4:02,39 CR | Konstanze Klosterhalfen · Németország                                       | 4:04,45 PB | Sofia Ennaoui · Lengyelország                                                 | 4:06,59 |
| 3000 m      | Laura Muir · Nagy-Britannia                                                               | 8:35,67 CR | Yasemin Can · Törökország                                                   | 8:43,46 NR | Eilish McColgan · Nagy-Britannia                                              | 8:47,43 |
| 60 m gát    | Cindy Roleder · Németország                                                               | 7,88       | Alina Talaj · Fehéroroszország                                              | 7,92       | Pamela Dutkiewicz · Németország                                               | 7,95    |
| 4 × 400 m   | Lengyelország · Patrycja Wyciszkiewicz · Małgorzata Hołub · Iga Baumgart · Justyna Święty | 3:29,94    | Nagy-Britannia · Eilidh Doyle · Philippa Lowe · Mary Iheke · Laviai Nielsen | 3:31,05    | Ukrajna · Olha Bibik · Tetyana Melnyik · Anasztaszija Brizsina · Olha Ljahova | 3:32,10 |

| Versenyszám | Arany                             | Arany     | Ezüst                            | Ezüst    | Bronz                                                   | Bronz    |
| ----------- | --------------------------------- | --------- | -------------------------------- | -------- | ------------------------------------------------------- | -------- |
| Magasugrás  | Airine Palsyte · Litvánia         | 201 WL NR | Ruth Beitia · Spanyolország      | 194      | Julija Levcsenko · Ukrajna                              | 194 PB   |
| Rúdugrás    | Katerína Sztefanídi · Görögország | 485 WL SB | Lisa Ryzih · Németország         | 475 PB   | Angelica Bengtsson · SvédországMarina Kilipko · Ukrajna | 455      |
| Távolugrás  | Ivana Španović · Szerbia          | 724 WL    | Lorraine Ugen · Nagy-Britannia   | 697 NR   | Claudia Salman-Rath · Németország                       | 694 PB   |
| Hármasugrás | Kristin Gierisch · Németország    | 14,37 EL  | Patrícia Mamona · Portugália     | 14,32 SB | Paraszkevi Papahrisztu · Görögország                    | 14,24 SB |
| Súlylökés   | Márton Anita · Magyarország       | 19,28 WL  | Radoszlava Mavrodieva · Bulgária | 18,36 PB | Julija Leancjuk · Fehéroroszország                      | 18,32    |

| Versenyszám | Arany                      | Arany   | Ezüst                  | Ezüst   | Bronz                                   | Bronz   |
| ----------- | -------------------------- | ------- | ---------------------- | ------- | --------------------------------------- | ------- |
| Ötpróba     | Nafissatou Thiam · Belgium | 4870 WL | Ivona Dadic · Ausztria | 4767 NR | Zsivoczky-Farkas Györgyi · Magyarország | 4723 PB |

## Külső hivatkozások
- Hivatalos weblap
- az EAA honlapja